# Cyprinus exophthalmus
Cyprinus exophthalmus är en fiskart som beskrevs av Mai, 1978. Cyprinus exophthalmus ingår i släktet Cyprinus och familjen karpfiskar. IUCN kategoriserar arten globalt som otillräckligt studerad. Inga underarter finns listade i Catalogue of Life.